# Pelsmos
Pelsmos(Porella) is een geslacht levermossen uit de familie Porellaceae. De ongeveer 80 soorten die wereldwijd bekend zijn, komen voornamelijk voor in de tropen en subtropen, vooral in Oost-Azië. In Duitsland, Oostenrijk en Zwitserland zijn er momenteel drie soorten. Porella baueri is een soort die waarschijnlijk is ontstaan door het kruisen van Porella platyphylla en Porella cordaeana. Het wordt over het algemeen niet herkend als een aparte soort, omdat een duidelijke scheiding meestal niet mogelijk is en wordt geplaatst bij Porella platyphylla.

## Kenmerken
De stevige planten zijn enkel tot dubbel (zelden driedubbel) geveerd en tot 10 centimeter lang. De lamina-cellen hebben zwak tot sterk verdikte celhoeken. De olielichamen zijn meestal klein en talrijk. De sporencapsule opent met meestal 4, zelden tot 16 kleppen.

## Soorten
- Porella arboris-vitae
- Porella cordaeana
- Porella platyphylla